# Krausesvej
 Der er for få eller ingen kildehenvisninger i denne artikel, hvilket er et problem. Du kan hjælpe ved at angive troværdige kilder til de påstande, som fremføres i artiklen.

Krausesvej er en ca. 200 meter lang sidegade til Randersgade på Østerbro. Den begynder ved Randersgade og fortsætter – parallelt med de mere markante Viborggade og Gammel Kalkbrænderi Vej – til Silkeborggade, på den lille Silkeborg Plads. Området har, ligesom Rosenvænget, stadig karakter af villakvarter, selvom der med tiden er gjort indhug i bestanden af huse.

## Historie
Vejen løber parallelt med Gammel Kalkbrænderi Vej og har fået sit navn efter brænderiets ejer. J.W. Krause (1803-1889) var oprindelig ”harthugger” eller stenhugger og var medejer, senere eneejer af brænderiet. Det er Krause, der har stået for vejens anlæggelse midt i 1870'erne, sammen med ejeren af det nærliggende landsted Rolighed, Moritz G. Melchior. Gaden var anlagt hen over disse to herrers grunde. Oprindeligt var det tanken, at vejen skulle fortsætte helt ned til Strandboulevarden (da kaldet Gefionsgade). Navnet stammer allerede fra omkring 1881. På dette tidspunkt kunne en privat grundejer opkalde en vej efter sig, hvis han ville. Først i 1927 fik Københavns Borgerrepræsentation eneret til gadenavngivning af offentlige og private veje.
I 1952 vedtog man en byplan for området omkring Krausesvej. Heri blev det besluttet at bevare områdets mange villaer, men som "offentlige bygninger og anlæg til sociale og kulturelle formål af en sådan art, at præget af grønt område bevares og udvides." De tidligere ejere af kalkbrænderiet ved kysten havde siden 1700-tallet haft privilegium fra kongen til at producere kalk, og af disse historiske grunde havde staten en tinglyst tilbagekøbsret til grundene. Denne tilbagekøbsret blev af staten overdraget til Københavns Kommune, der siden byplanen af 1952 gradvist har købt villaerne, når de er kommet til salg. Derfor ejer kommunen næsten samtlige villaer på de to villaveje.
I 1993 blev der enighed mellem kommunen og Københavns Badminton Klub om at placere en badmintonhal langs gadens sydside, idet den hidtidige hal på hjørnet af Randersgade og Rothesgade var nedbrændt. Hvor Krausesvej mødes med Skanderborggade foran badmintonhallen, står der to gamle træer og den lille Krausepark for at kompensere for de nye bygninger.

## Nævneværdige bygninger
På den nordlige side af vejen ligger der udelukkende gamle villaer, hvori der i alle er indrettet børneinstitutioner. På den sydlige er der nyere bebyggelse, bl.a. badmintonhallen. I den vestligste ende er der nyere bebyggelse, både lejligheder og institutioner.
- Nr. 3: I 1950'erne havde Det Kongelige Opfostringshus og Den Thorupske Stiftelse adresse her. På samme adresse er registreret Allied Military Permit Office Transit Visum. Ellers er der stort set kun registreret beboelse på vejen.

- Nr. 3: (Nuværende adresse.) Her spillede teaterkompagniet Republique det kontroversielle stykke Villa Salo i 2009 og 2010.